# 米爾內 (赫米利尼克區)
49°27′35″N 28°43′29″E / 49.45972°N 28.72472°E
米爾內（烏克蘭語：Мирне），是位於烏克蘭西部的村莊，由文尼察州赫米利尼克區的卡利尼夫卡市鎮負責管轄。該村始建於1550年，面積24.15平方公里，海拔高度259米，2001年人口645，人口密度每平方公里26.71人。